# Ophir (Marte)
Ophir  è una caratteristica di albedo della superficie di Marte.